# Agencia de calificación de riesgos
Una agencia de calificación de riesgos (también, agencia de clasificación de créditos, agencia de calificación, agencia de rating o agencia calificadora) es una empresa que, por cuenta de un cliente, califica ciertos productos financieros o activos ya sea de empresas, de Estados o de gobiernos regionales (estados federados, comunidades autónomas).

## Valoración del riesgo
Sus notas o calificaciones valoran el riesgo de impago y el deterioro de la solvencia del emisor. Para ello utilizan modelos econométricos en los que usan distintas variables como la deuda acumulada, la velocidad en devolverla, etc., que les sirven para valorar el potencial económico del sujeto analizado. Es decir, estos datos informan, por ejemplo, de si una inversión en un determinado producto financiero (letras del tesoro, bonos, acciones, etc) es arriesgada, analizando la posibilidad de que el inversor cobre los intereses y de que recupere el dinero una vez vendido el producto.

## Usos de las calificaciones de riesgos
Los inversores, emisores, bancos de inversión, intermediarios y gobiernos son los que usan las valoraciones del riesgo de créditos. Para los inversores, las agencias de calificación de riesgos aumentan el abanico de alternativas de inversión y proporcionan medidas de riesgo relativo fáciles de usar. En general esto incrementa la eficiencia del mercado, al reducir los costes tanto para el que presta como el que toma prestado. A su vez, esto aumenta la disponibilidad total de capital riesgo, lo que conduce a un crecimiento más fuerte. Además esto abre los mercados de capitales a categorías de buscadores de préstamos que no podrían acceder a este mercado de otra manera, como gobiernos pequeños, empresas que empiezan, hospitales o universidades.
Normalmente cuando una entidad (gobierno, empresa, banco...) quiere emitir deuda o solicitar financiación, encarga a una agencia que la evalúe. Esta evaluación sirve a los inversores y prestatarios de orientación para marcar el tipo de interés al que concederían la financiación. Es por ello que en el mercado suelen coincidir los días en que los países solicitan deuda con los anuncios de calificación por parte de las agencias.

## Modelos de negocio de las agencias de calificación de riesgos
La mayoría de las agencias de calificación de riesgos siguen uno de dos modelos de negocio. En sus orígenes, estas agencias se basaban en un modelo de negocio centrado en suscriptores, en el cual las agencias no difunden sus calificaciones gratuitamente sino sólo a los suscriptores de sus informes. Estas suscripciones suponían la mayor parte de los ingresos de estas agencias.  Hoy en día la mayoría de las pequeñas agencias de calificación de riesgos se basan en este modelo de negocio, cuyos partidarios consideran que permite a las agencias publicar calificaciones que son menos probables de estar influenciadas por determinados tipos de conflictos de interés.  En contraste, la mayoría de las grandes y medianas agencias de calificación (entre las que se incluyen Moody's, S&P, Fitch, Japan Credit Ratings, R&I, A.M. Best y otras) se basan, hoy en día, en un modelo de negocio en el que la mayoría de sus ingresos provienen de los pagos que les hacen los emisores de créditos.  En este modelo de negocio, aunque los suscriptores a los servicios de las agencias de calificación reciben informes más detallados que analizan a los emisores de deuda, estos servicios representan una fuente de ingresos menor y la mayoría de las calificaciones están disponibles gratuitamente para todo el mundo.  Los partidarios de este otro modelo dicen que si las agencias solamente se basaran en las suscripciones como fuente de ingresos, la mayoría de las emisiones de bonos aparecerían sin calificar, ya que el interés de los suscriptores se centra en las grandes emisiones y es bajo para casi todas las demás emisiones. Los partidarios de este modelo también arguyen que, aunque las agencias afrontan un claro conflicto de intereses con los emisores de bonos que califican, el modelo basado en las suscripciones también puede presentar conflictos de interés ya que un solo suscriptor puede también representar una proporción importante de los ingresos de una agencia de calificación y la agencia puede sentirse obligada a publicar calificaciones que apoyan las decisiones de inversión de ese suscriptor..

## Empresas derating
Aunque hay más de 114 agencias de índice de audiencia en el mundo el mercado está controlado por tres grandes compañías neoyorquinas que dominan aproximadamente el 90% del mercado por lo que su funcionamiento es casi como un oligopolio. Aunque cada una tiene su propio sistema de calificaciones, éstos son muy similares.
Las principales agencias de calificación crediticia son las siguientes:
Estados Unidos
- Standard & Poor's - Estados Unidos
- Moody's - Moody's Investors Service - Estados Unidos
- Fitch - Fitch Ratings - Estados Unidos - Reino Unido

China
- Dagong Global Credit Rating - China

Europa
- En Europa están recogidas en un listado de la Autoridad_Europea_de_Valores_y_Mercados (ESMA)1

### Lista de agencias de calificación de riesgo en el mundo
El FMI en su publicación "Usos y abusos de la calificación de riesgos soberanos" publica una lista mundial de agencias de índice de audiencia. Esta lista del FMI a su vez está basada en la lista del sitio web defaultrisk.com.

### Proyecto de agencia de calificación en Europa
Europa
- La crisis del euro en 2010 ha llevado a manifestar a dirigentes europeos como la canciller alemana Angela Merkel[7] y a grupos alternativos como Attac[8] la necesidad de crear al menos una agencia europea de calificación de riesgo para contrarrestar el predominio de las agencias de Estados Unidos -que también tienen sede en Londres- y que pueden responder a intereses contrarios al Euro y favorables al Dólar de los Estados Unidos -que quiere mantenerse como moneda de reserva mundial- y la Libra esterlina británica. Alemania ha mostrado interés para liderar la agencia de índice de audiencia europea.[4][9]

Un sector que ha sido muy crítico con las agencias de calificación, es el de los federalistas europeos. Por ello, junto con la Eurocámara, apuestan por una regulación más estricta de las agencias de índice de audiencia con el fin de garantizar su independencia. Otra de sus propuestas consiste en la creación de una agencia de calificación europea, independiente y transparente, que garantice la diversidad en la información y proporcione una notación acorde con las especificidades de las políticas comunitarias (enlace roto disponible en Internet Archive; véase el historial, la primera versión y la última)..
Más allá del control público de la agencias y de la creación de una agencia europea avalada con fondos públicos, hay una tercera opción nacida del sector privado: el calificador CACR que supone una agencia de calificación de agencias de calificación de riesgos. Esta alternativa permite ponderar las valoraciones de las agencias más importantes conforme su propia solvencia, internalizando diversos factores según un modelo econométrico.

## Descrédito de las agencias
Desde el inicio de la crisis económica de 2008, que ninguna de las grandes agencias supo adelantar, están muy desacreditadas. Y es que estas agencias han demostrado sus carencias en crisis como la de Enron (su calificación permaneció en niveles normales 4 días antes de que la empresa fuera a la bancarrota, a pesar de que las agencias de calificación sabían de los problemas de la empresa durante meses), y en los primeros estadios de la actual, en donde Lehman Brothers tenía una buena calificación justo antes de su debacle.
Dominique Strauss Kahn, exdirector del Fondo Monetario Internacional, dijo en abril de 2010 que «las agencias de rating no siempre aciertan. La gente les cree y por eso tienen influencia a corto plazo, pero a largo plazo lo que predominan son otros factores». La Comisión Europea, a raíz de la crisis de la deuda soberana en Grecia dio un toque de atención a estas empresas al pedir "que actúen responsablemente y con rigor, sobre todo en momentos tan sensibles y difíciles como los presentes". La Unión Europea quiere reglamentar el funcionamiento de las agencias para que estén bajo su supervisión y no descarta la creación de una agencia pública europea. El 29 de septiembre de 2010, el FMI acusó de contribuir "involuntariamente" a la inestabilidad financiera por los usos y abusos de las agencias de calificación de riesgo (ACR) como Fitch, Moody's y Standard & Poor's
.
El profesor García Montalvo de la Universidad Pompeu Fabra aclara que "si la agencia pone una calificación a tus activos que no te convence, puedes no pagar, así que les interesa poner AAA porque si no el cliente podría irse". Y añade: 

"antes estas agencias tenían los incentivos correctos porque sus clientes eran los inversores y la agencia debía decirles la verdad. El problema [ahora] es que nadie sabe el modelo que utilizan para calcular [la solvencia]; cobran por hacerlo, pero no te dicen sus variables. Lo que sí sabemos es que en los últimos siete años no han modificados sus modelos y estos tenían fallos".

Mientras a menudo se acusa a las agencias de estar demasiado próximas de la dirección de sus empresas clientes, se ha acusado también a las agencias de emprender burdas tácticas de chantaje para llegar a tratar con nuevos clientes mediante la disminución de las calificaciones de esas firmas. Por ejemplo, Moody's publicó una calificación no pedida de la multinacional alemana de seguros Hannover Rück, con una carta subsiguiente a esta empresa en la que indicaba que "esperaba el día en que Hannover estaría dispuesta a pagar". Cuando la dirección de Hannover se negó, Moody continuó calificando a Hannover Rück rebajando su calificación durante años sucesivos, mientras continuaba realizando peticiones de pago que la aseguradora rechazó. En 2004, Moody's cortó la calificación de la deuda de Hannover al estatus de basura, y, aunque las otras agencias de calificación habían dado a Hannover buenas calificaciones, los accionistas de Hannover quedaron conmocionados por la degradación y Hannover perdió 175 millones de USD en capitalización. Lo que no se menciona es que las empresas que se ven afectadas por estas agencias, convierten la mala puntuación en despidos masivos, o sea que los que terminan perdiendo son los trabajadores, no las empresas.
El descenso de la calificación hecho por una agencia puede crear un círculo vicioso, ya que no solamente los intereses para la empresa suben, sino que otros contratos con otras instituciones financieras pueden verse también afectados negativamente, resultando en un incremento de gastos y un subsiguiente descenso de la solvencia.  En algunos casos, los grandes préstamos a compañías pueden incluir una cláusula que hace que el préstamo deba ser devuelto en su totalidad si la calificación de la empresa baja por debajo de un cierto punto (normalmente calificación de bono especulativo o basura).  El objetivo de estas cláusulas desencadenadas por la calificación es asegurar que el banco pueda reclamar activos de una empresa en dificultades antes de que la empresa se declare en bancarrota y se nombre un interventor para repartir las deudas de la empresa.  Los efectos de esas cláusulas pueden ser devastadores. En la peor situación, una vez que una agencia de índice de audiencia degrada la calificación de una empresa, los préstamos de la empresa deben ser devueltos en su totalidad y, como la compañía puede ser incapaz de pagar todos sus préstamos en su totalidad inmediatamente, se ve obligada a la bancarrota en una espiral sin fin.  Se dice que este tipo de cláusulas fueron determinantes en el caso de Enron. Desde entonces, las grandes agencias han puesto empeño en detectarlas y disuaden su uso, mientras que la SEC norteamericana requiere que las compañías de capital público de los Estados Unidos hagan públicas su existencia.

### Oligopolio producido por la legislación
Según el profesor Frank Partnoy (Profesor de Derecho y Economía, Universidad de San Diego), la legislación (norteamericana) de las agencias de calificación de riesgo hecha por la Securities and Exchange Commission (SEC) y el Sistema de Reserva Federal (FED) ha eliminado la competencia entre las agencias y ha prácticamente obligado a los actores del mercado a utilizar los servicios de las tres grandes agencias, Standard and Poor's, Moody's y Fitch.
La Comisaria de la SEC Kathleen Casey ha dicho que estas agencias de calificación de riesgos han actuado como Fannie Mae, Freddie Mac y otras empresas que dominan un mercado como consecuencia de acciones del gobierno. Cuando las agencias "dieron calificaciones catastróficamente engañosas, las grandes agencias tuvieron sus años de mayores beneficios de siempre durante la década pasada."
Para resolver este problema Casey propuso simplemente eliminar todas las reglas sobre Organizaciones de Calificación Estadística Reconocidas Nacionalmente. El profesor Lawrence White (Universidad de Nueva york, NYU) ha hecho las mismas propuestas.  El profesor F. Partnoy sugiere que los legisladores deberían mirar más los índices de los mercados de intercambio de riesgos de crédito, que son mejores indicadores de los riesgos de impago de empresas como Bearn Sterns, en lugar de las erróneas calificaciones de estas organizaciones.
Las agencias de calificación de riesgos han hecho propuestas alternativas que harían, por el contrario, más caro el acceso a este mercado de lo que es ahora.
Además las agencias de calificación están registradas como agencias de periodismo, por lo que legalmente sólo hacen una labor de información. No están sujetas pues a las reglas (derechos, deberes y responsabilidades) de las firmas de auditoría que deben preservar la transparencia de sus informes y que responden con su patrimonio en caso de una quiebra que no se haya advertido en las auditorías, y haya ocasionado perjuicios a un tercero.